# Ennemis
Ennemis est une nouvelle de quinze pages d’Anton Tchekhov, parue en 1887.

## Historique
Ennemis est initialement publié dans la revue russe Temps nouveaux, numéro 3913, du 10 janvier 1887, sous la signature d'An. Tchekhov. Cette nouvelle est également traduite en français sous le titre Les Ennemis.

## Résumé
André, le fils unique de huit ans du docteur Kirilov, vient de mourir de la diphtérie. Le médecin et sa femme sont anéantis.
Un homme, Aboguine, sonne à sa porte : sa femme est mourante. Il supplie le médecin de se déplacer. À demi-conscient, Kirilov suit Aboguine. Quand ils arrivent, il n'y a plus personne : la femme est partie. Elle avait envoyé chercher le médecin en feignant une maladie pour fuir avec son amant.
Le docteur n’en peut plus. Il hait cet homme qui l'éloigne de sa femme, du corps sans vie de son enfant.

## Édition française
- Ennemis, trad. Édouard Parayre, édition Gallimard, Bibliothèque de la Pléiade, 1970  (ISBN 2-07-010550-4).